# 1706
1706 (MDCCVI) var ett normalår som började en fredag i den gregorianska kalendern och ett normalår som började en tisdag i den julianska kalendern samt ett normalår som började en måndag i den svenska kalendern.

## Händelser

### Februari
- 3 februari (SS) - Svenskarna under Carl Gustaf Rehnskiöld vinner en stor seger över en sachsisk-rysk armé under Johann Matthias von der Schulenburg i slaget vid Fraustadt (nordväst om Breslau).

### Augusti
- 27 augusti – Karl XII:s armé angriper August den starkes arvland Sachsen.

### September
- 14 september – Fred sluts mellan Sverige och August II i Altranstädt, varvid August avsäger sig alla anspråk på Polens krona.

### Oktober
- 11 oktober – Ryssarna börjar belägra Viborg, men tvingas redan i slutet av samma månad ge upp och återtåga.
- 19 oktober – Svenskarna besegras av ryssarna och polackerna i slaget vid Kalisz.

### November
- 5 november – Dublin Gazette publiceras för första gången.

### December
- 9 december – Johan V blir kung av Portugal.

### Okänt datum
- Riksomfattande kyrkokollekt påbjuds i Sverige för att hjälpa baltiska flyktingar i Finland.

## Födda
- 17 januari – Benjamin Franklin, amerikansk fysiker och statsman.[1]
- 29 januari – Carl Reinhold Berch, svensk numismatiker och ämbetsman.
- 28 januari – John Baskerville, engelsk typograf.
- 22 maj – Samuel Troilius, svensk politiker, svensk ärkebiskop 1758–1764.
- 17 december – Émilie du Châtelet, fransk matematiker, fysiker och författare.
- Mentewab, kejsarinna av Etiopien, regent 1723-1755
- Barbe de Nettine, politiskt inflytelserik bankir.

## Avlidna
- 3 mars – Johann Pachelbel, tysk kompositör.
- 2 juli – John Methuen, brittisk diplomat och politiker.
- 2 juli – Beatriz Kimpa Vita, kongolesisk politisk och religiös ledare.
- Jeanne Dumée, fransk astronom och författare.

### Fotnoter
1. ↑  Det hände i dag